# Ne základnám

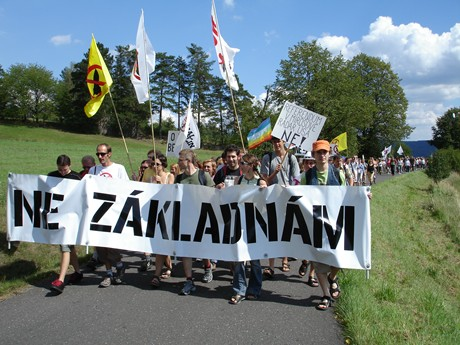
Protestní pochod iniciativy Ne základnám v Brdech proti zřízení americké vojenské základny v Česku

Ne základnám je občanská iniciativa, jejímž deklarovaným cílem je nenásilně bojovat „proti umístění radarové či raketové základny USA na území České republiky" a vypsání referenda na toto téma. Iniciativa byla reakcí na záměr USA postavit radar v Brdech, který měl být součástí plánovaného amerického protiraketového obranného systému v Evropě. Po zrušení tohoto záměru ze strany USA se hnutí rozpadlo na několik názorových proudů – extrémně levicových i extrémně pravicových.
Iniciativa vznikla v Praze z popudu několika organizací (například Socialistické solidarity a Humanistické strany) v srpnu (dle Humanistické strany koncem července) roku 2006. V médiích se objevila informace, že tuto iniciativu sponzorovala reklamní agentura BigBoard.
Samo se definuje jako nadstranické sdružení, které si neklade za cíl vytvářet vlastní jednotnou politiku v oblastech nesouvisejících s otázkou základny, na stránkách regionální skupiny se však vyskytuje i například článek o válce v Iráku. V současné době[kdy?] je v ní údajně sdruženo přes pět desítek organizací a působí v rámci ní devatenáct regionálních skupin. Podle vyjádřeni některých bývalých lídrů z roku 2015 bylo cíle iniciativy dosaženo v roce 2009, kdy byl záměr ze strany USA zrušen, a pod značkou „Ne základnám“ je šířeno černobílé vidění světa blízké kremelské propagandě.

## Činnost

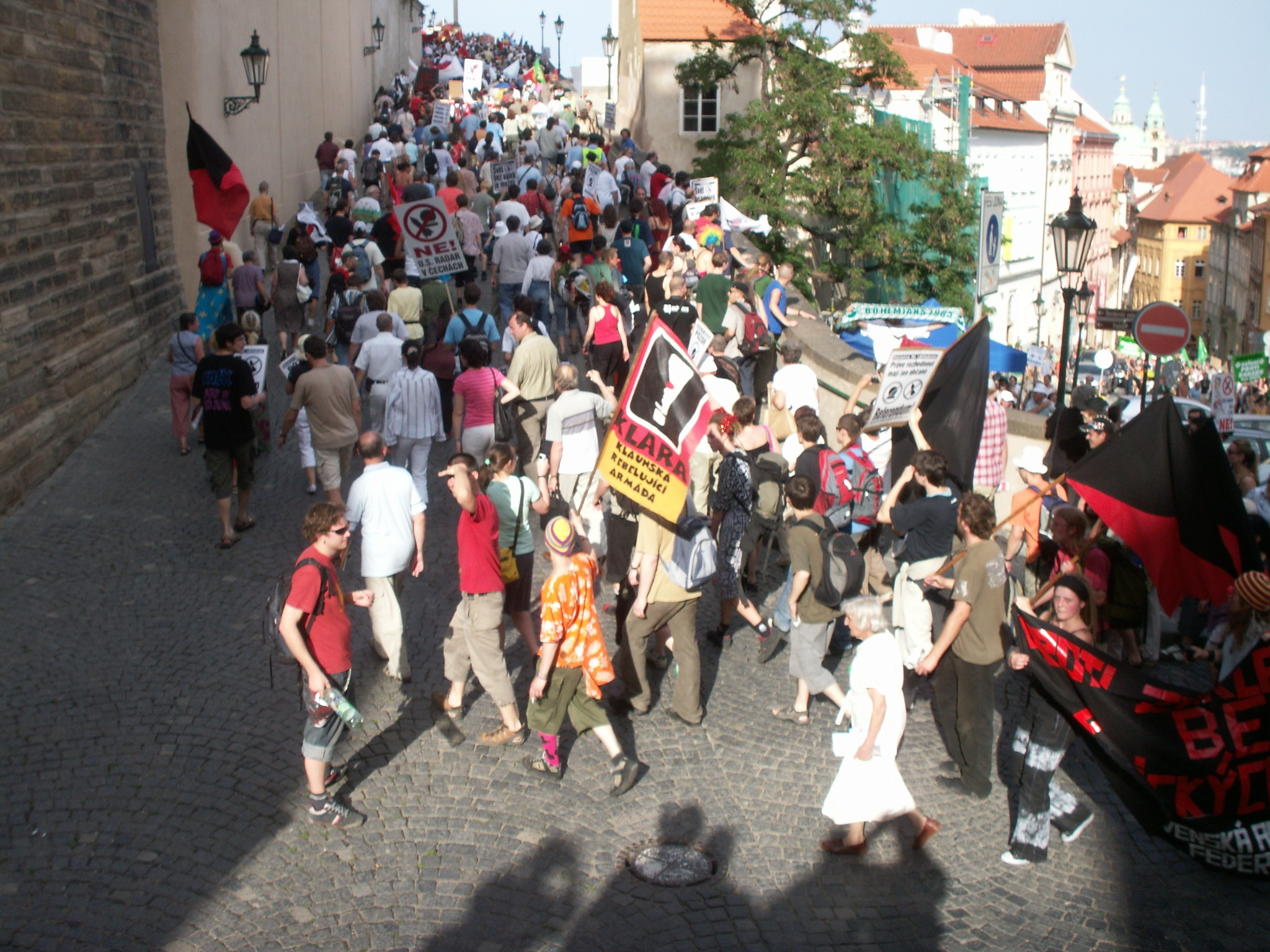
Protestní pochod pořádaný iniciativou Ne základnám dne 26. května 2007.

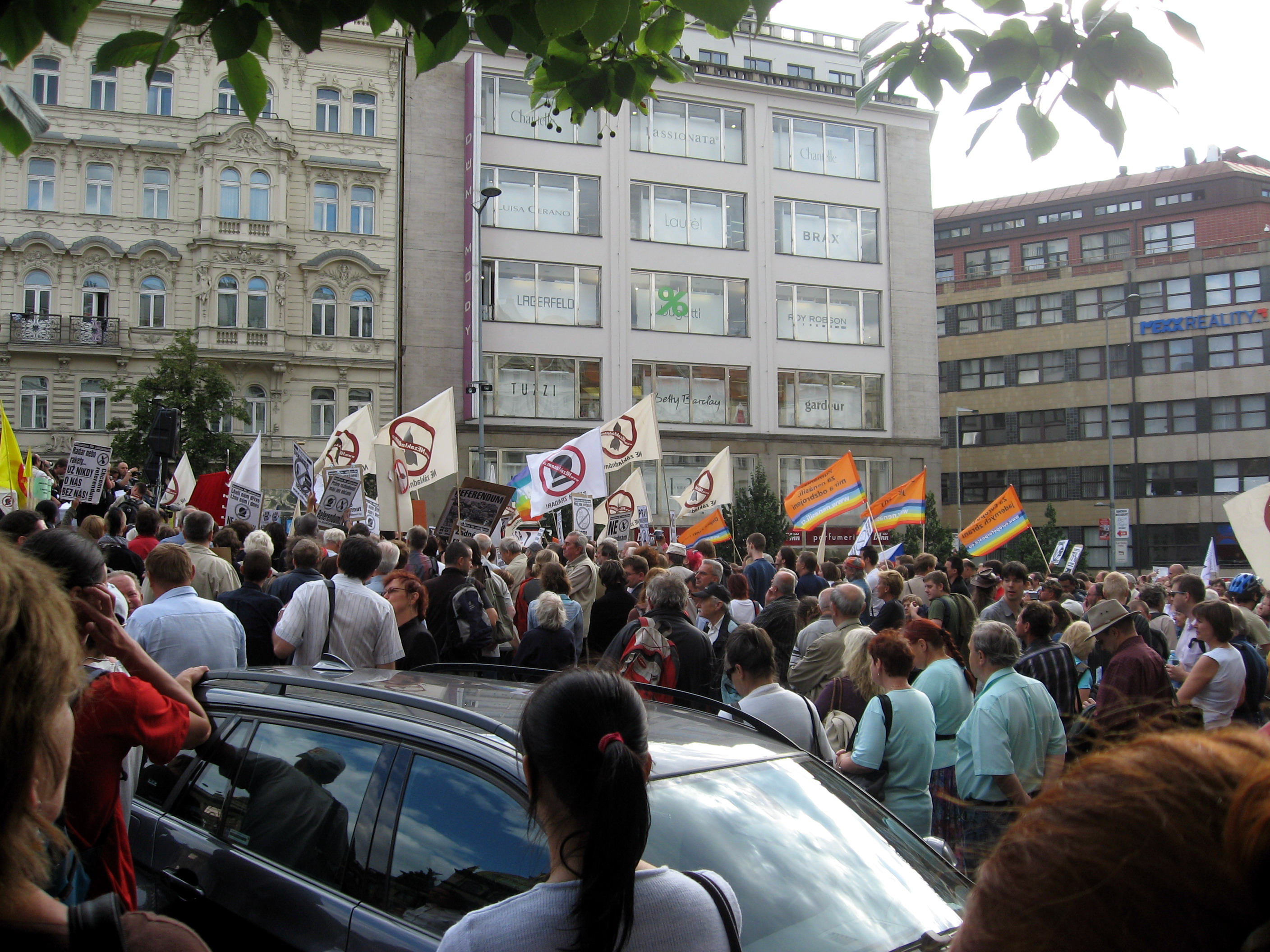
Demonstrace proti podpisu hlavní smlouvy o radaru, 8. července 2008, Václavské náměstí

Od svého založení uspořádala iniciativa několik demonstrací za referendum a proti radarové základně v Praze, Brně, Ostravě a na různých místech v Brdech, mezinárodní konferenci proti jadernému zbrojení v Březnici a několik happeningů, debat a kulturních akcí.
Organizuje také petiční akci za uspořádání celostátního referenda s touto otázkou: Souhlasíte s umístěním a existencí základny Národního raketového systému obrany USA na území České republiky? K srpnu 2008 tuto petici podepsalo více než 130 000 lidí.
Od 17. června do 21. srpna 2008 provozovala iniciativa na pražském Václavském náměstí nepřetržitý 24hodinový petiční stánek.
17. listopadu 2008 aktivisté Iniciativy Ne základnám uspořádali na Národní třídě demonstraci a mimo jiné položili k památníku událostí roku 1989 věnec s nápisem „Demokracie-referendum-Ne základnám-17. listopad“. Následně došlo ke střetu s lidmi, kteří nesouhlasili s propagací iniciativy na tomto místě. Srocený dav zablokoval přístup a další lidé, kteří přišli na místo, nemohli projít. Těsně před příjezdem premiéra Mirka Topolánka zakročila policie a aktivisty vyvedla ven. Aktivistka Martina Landergott podala na zákrok policie trestní oznámení, neboť ji podle jejího názoru bez důvodu odvlekli od prostoru památníku 17. listopadu 1989, čímž se mohli dopustit trestného činu zneužití pravomoci veřejného činitele.
Členové iniciativy tvrdí, že její akce byly v médiích doposud buď marginalizovány nebo interpretovány jako demonstrace důchodců a komunistů. Mluvčí Jan Tamáš v souvislosti s údajnou neobjektivitou České televize v březnu 2007 poslal otevřený protestní dopis jejímu tehdejšímu řediteli Jiřímu Janečkovi.

### Zlom v úsilí hnutí
Podle zpravodajství webu Aktuálně dne 17. září 2009 v 00:21 prezident Barack Obama telefonicky sdělil premiéru Janu Fischerovi, že Spojené státy od stavby radaru v Česku upouští. Iniciativa na to téhož dne v 15:30 reagovalo tiskovým prohlášením, ve kterém „…vítá rozhodnutí prezidenta Obamy zrušit projekt vybudování radarové základny v České republice…“, dále poděkovala 170 000 lidem, kteří podepsali protiradarovou petici a sdělila, že svoji činnost neukončuje, „…neboť český parlament neměl ještě možnost obě PRO-radarové smlouvy zamítnout.“

## Organizační uspořádání a spolupráce

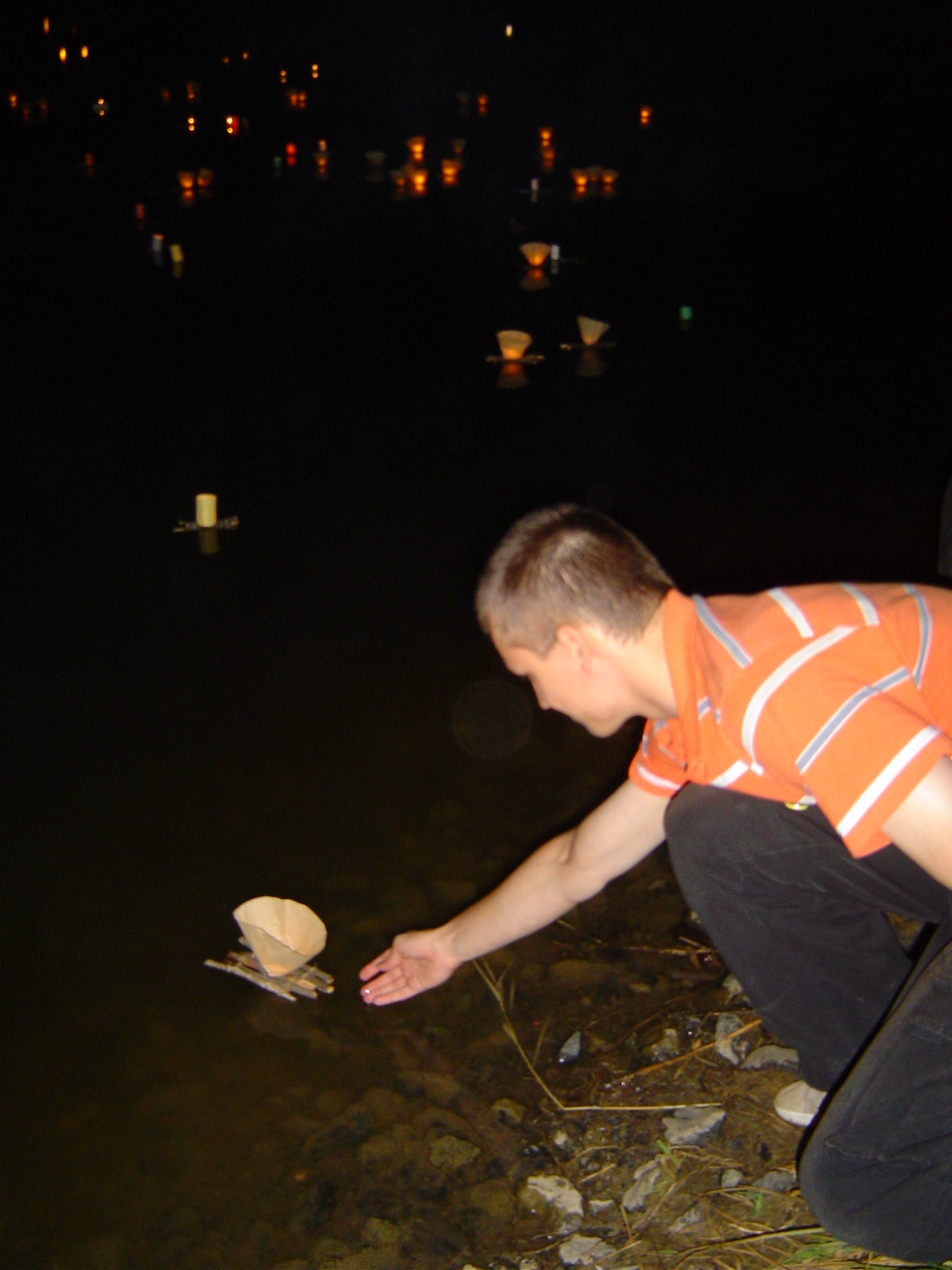
Vzpomínková akce na oběti atomového útoku na Hirošimu spojená se symbolickým vypouštěním svíček konaná 5. srpna 2007 v Mostě. Jedna z akcí mostecké skupiny iniciativy Ne základnám.

V rámci iniciativy Ne základnám působí v současnosti[kdy?] celkem 19 regionálních skupin po celé České republice, a to konkrétně v Brdech, Brně, Českých Budějovicích, Českém Krumlově, Hodoníně a Břeclavi, v Jihlavě, Karlových Varech, Kolíně, Lounech, Mostu, Olomouci, Ostravě, v Pardubicích, Plzni, Praze, Prostějově, ve Strakonicích a Ústí nad Labem a na Přerovsku.
Iniciativa spolupracuje s podobně zaměřenou Ligou starostů proti radaru (spolupořádají některé akce) a několika mezinárodními mírovými organizacemi (Mayors for Peace, Campaign for Peace and Democracy, Campaign for Nuclear Disarmament). Opakovaně podpořila českou pobočku Greenpeace v uspořádávání akcí zaměřených proti radarové základně. Ředitel Greenpeace ČR Jiří Tutter vystoupil na protestním happeningu iniciativy Ne základnám proti násilnému vyhnání aktivistů Greenpeace z brdské kóty 718 (tedy z místa, na němž má být[kdy?] vybudován radar Národní protiraketové obrany USA).

## Podpora a ocenění
Petici iniciativy Ne základnám podepsali například Noam Chomsky, Jan Keller, Erazim Kohák a několik dalších vysokoškolských pedagogů. Z umělců vyjádřili podporu například režisérka Věra Chytilová, režisér Zdeněk Troška či frontman kapely Krausberry Martin Kraus. Z bývalých disidentů a chartistů například Ivan Odilo Štampach, Luboš Kohout, Jaroslav Šabata, Petr Uhl, Jan Tesař či Julius Tomin. 
Časopis Respekt označil na své titulní straně iniciativu Ne základnám za „nejúspěšnější občanské hnutí“ v Česku.

## Kritika

### Spojování s extremismem
Max Blaustein z časopisu Eretz.cz v článku na Neviditelném psu tvrdí, že ačkoliv iniciativa vystupuje jako vlastenecky motivovaný oponent budování americké radarové základny v České republice, je ve skutečnosti ve spojení s islámskými extrémisty a hájí zájmy Íránu. Podle něj se její zástupci se aktivně účastní mezinárodních konferencí, jejichž tématem má být „boj proti USA, antisemitismus a rozdmýchávání nenávisti a podpora všech forem boje za osvobození Palestiny (tzn. včetně teroristických útoků)“.
Jiří Wagner kritizoval, že některé z organizací, které iniciativě vyjádřily podporu, jsou nedemokratické, extrémistické či jinak problémové. Mezi kritizované organizace patří například trockistické skupiny Socialistická Solidarita, Socialistická organizace pracujících, Socialistická alternativa Budoucnost, dále antikapitalistické REVO – nezávislá organizace mládeže, Palestinský klub, Svaz palestinských studentů, Všeobecný svaz muslimských studentů v ČR, Islámská nadace v Praze, Muslimská unie, Socialistický kruh, Levý blok, Společnost Julia Fučíka, Ostravský levicový klub, nebo server Nový směr.
Mluvčí této iniciativy Jan Májíček na webových stránkách Socialistické solidarity vyjádřil podporu organizaci Hizballáh.

### Antikomunismus
V květnu 2007 aktivisté této iniciativy vyškrtli úředně zakázaný Komunistický svaz mládeže ze seznamu podporovaných organizací uvedeného na vlastním webu. Aktivisté z iniciativy se snažili o zákaz používání komunistických symbolů na akcích iniciativy. David Pazdera z okruhu úředně rozpuštěného KSM poté prohlásil, že vrcholoví představitelé iniciativy vystupují antikomunisticky.

### Financování
Karel Pacner obvinil iniciativu z nejasného financování a z finanční podpory Ruskem či jinými státy, které si radar v Česku nepřejí. Kritici tvrdí, že iniciativou vykazovaný objem finančních prostředků neodpovídá předpokládaným nákladům (například finančně nákladné billboardové kampaně).[zdroj⁠?!] V roce 2008 nadnárodní firma BigBoard iniciativě bezplatně pronajala deset billboardů.
Iniciativa Ne základnám s těmito námitkami a kritikou nesouhlasí a poukazuje na to, že veškeré záznamy o jejích financích jsou komukoli k dispozici na transparentním účtu.[nedostupný zdroj] Tvrdí také, že své aktivity financují většinou přímo členové iniciativy z vlastních kapes, případné větší náklady jsou pak pokryty z dobrovolných příspěvků od příznivců či sponzorů, od firem sympatizantů atp.

## Ohlasy v kultuře
Filmaři Vít Klusák a Filip Remunda, autoři filmu Český sen, natočili o „sporu o radar“ celovečerní dokument Český mír.